# 나카하라 마이
나카하라 마이(中原 麻衣, 1981년 2월 23일 ~ )는 일본의 성우이다. 아임 엔터프라이즈 소속. 본명은 아베 마이코(阿部 麻衣子)이다. 세자매 중 맏이.

## 이력
- 캐릭터에 격한 감정을 실어 하는 연기에 능하며, 주로 히로인으로 캐스팅 되는 경우가 많아 카와스미 아야코를 뒤잇는 히로인 전문 성우라고 칭해지고 있다.
- 성우 시미즈 아이와 유닛 Poppins를 짜고 있으며, Poppins는 그 독특한 컨셉과 음악세계로 이목을 끌고 있다.
- 출신 양성소인 일본 나레이션 연기 연구소의 홍보지 표지모델로 활약하고 있으나, 수 년째 사진은 바뀌지 않고 있다.

## 출연작

### TV 애니메이션
굵은 글씨는 메인 캐릭터.
2002년
- 미르모 퐁퐁퐁 시리즈 (미나미 카에데)
- 원반황녀 왈큐레(니나, 카도타니 아이코)
- 초중신 그라비온 (에나)
- 7인의 나나 (나나님)
- 스파이널 ~추리의 끈 (시라나가타니 사요코)

2003년
- 마부라호 (야마세 치하야)
- 마탐정 로키 라그나로크 (스쿨드)
- 부탁해요 트윈스 (미야후지 미이나)
- 원반황녀 왈큐레 12월의 야상곡 (카도타니 아이코, 마유미)
- 카레이도 스타 새로운 날개 (메이 웡)
- 신혼합체 고단나 (아오이 안나)
- 포포탄 (아스카)
- 마우스 (카키오 하즈키)
- .hack//황혼의 팔찌전설 (레나)
- 원더바 스타일 (나츠와 히마와리)

2004년
- DearS (뮤)
- 마이 히메 (토키하 마이)
- 몬테 크리스토 (페포)
- 미도리의 나날 (카스가노 미도리)
- 망각의 선율 (에르)
- 초중신 그라비온 츠바이 (에이나)
- 암굴왕 (펫포)
- 빛과 물의 다프네 (미즈키 마이아)

2005년
- 건퍼레이드 오케스트라 (코우미 나미)
- 마이 오토메 (토키하 마이)
- 응석부리지마 (난부 치토세)
- 노에인 ~또 하나의 너에게~ (니죠 유키에)
- 해피 세븐 (오키쿠)

2006년
- 러브돌~Lovely Idol~(키류 코토하)
- 그늘에서 지킨다!(콘냐쿠 유우나)
- 스트로베리 패닉 (아오이 나기사)
- 쓰르라미 울 적에 (류구 레나)
- ARIA The NATURAL (츠쿠요)
- 츠요키스 Cool×Sweet (키리야 에리카)
- 응석부리지마 갈 (난부 치토세)
- 마지카노 (요시카와 마이카)
- 엽기인걸 스나코 (카사하라 노이)
- 스트로베리 패닉 (아오이 나기사)
- 칭송을 받는 자 (유즈하)
- 택티컬 로어 (미사키 나나하)

2007년
- 꼬마여신 카린 (하나조노 카린)
- 마법소녀 리리컬 나노하 Striker'S (티아나 란스터, 라그나 그랑세닉, 메가느 알피노)
- Myself ; Yourself (호시노 아사미)
- 뱀부 블레이드 (오다지마 레이미)
- 쓰르라미 울 적에~해답편~ (류구 레나)
- 아이돌 마스터 XENOGLOSSIA (아키즈키 리츠코)
- 클라나드 (후루카와 나기사)
- 키미키스 pure rouge (구류 메구미)
- sola (모리미야 아오노)

2008년
- 광란가족일기 (사쿠라이 지에리)
- 늑대와 향신료 (노라 알렌트)
- 북두의 권 라오우 외전 : 하늘의 패왕(레이나)
- 칸나기 (오오코우지 시노)
- 캐릭캐릭 체인지 (시온)
- 클라나드 애프터 스토리 (후루카와 나기사)
- 파천황유희 (린나 렌포드)
- 뱀파이어 기사 (쿠레나이 마리아)
- 페르소나 -트리니티 소울- (모리모토 카나루)

2009년
- 다이쇼 야구 소녀(오가사와라 아키코)
- 우주를 달리는 소녀 (카구라)
- 페어리테일 (쥬비아 록사)
- 테일즈 오브 베스페리아 (에스텔리제 시더스 휴라세인)
- 푸른 꽃 (스기모토 쿠리)
- 사키 (미야나가 테루)
- 티어즈 투 티아라 (모르간)
- 구인 사가 (린다)
- 강각의 레기오스(페리 로스)

2010년
- 카타나가타리(야스리 나나미)
- 레이디X버틀러(세르니아 이오리 프레임하트)
- 히다마리 스케치 x☆☆☆ (아리사와)
- 엔젤 비츠! (오토나시 하츠네)
- 듀라라라!! (니에카와 하루나)
- 소녀요괴 자쿠로 (자쿠로)
- 오오카미 씨와 7명의 동료들 (코코노오 레이코)
- 메탈 파이트 베이블레이드 (메이메이)

2011년
- 경계선상의 호라이즌 (무사시)
- 비탄의 아리아 (타카마가하라 유토리)

2012년
- 인류는 쇠퇴했습니다 (주인공)
- 마브러브 얼터너티브 토탈 이클립스 (타카무라 유이)
- 전국 컬렉션 (나오에 키네츠구)

2013년
- 서번트X서비스 (미요시 사야)
- 유정천 가족 (시모가모 야시로)
- 포토카노 (무로토 아키)

2014년
- 시로바코 (오키즈 유카, 나카무라 메이)
- 메카쿠시티 액터즈 (타테야마 아야노)

### OVA
2004년
- 일격살충 호이호이씨 (시나즈가와 무츠미)

2005년
- 원반황녀 왈큐레 성령절의 신부(카도타니 아이코, 마유미, 니나)
- 전투요정소녀 도와줘! 메이브쨩 (FAN 1)
- 나는 여동생을 사랑한다 (유우키 이쿠)

2006년
- 원반황녀 왈큐레 시간과 꿈과 은하의 연회 (유미르)
- 마이 오토메 츠바이 (토키하 마이)
- BALDR FORCE EXE RESOLUTION (세가와 미노리)

2009년
- 쓰르라미 울 적에: 례(류구 레나)
- 전파적 그녀 (키리시마 유키히메)

2011년
- 쓰르라미 울 적에: 황 (류구 레나)

### 극장판
2007년
- 극장판 클라나드 (후루카와 나기사)

2021년
- 아리아 : 더 베네디지오네 (아즈사)

### 게임
2001년
- Close to ~기도의 언덕~ (시오미 쇼코)
- 리리의 아틀리에 ~잘부르그의 연금술사3~ (일마 발터)

2002년
- 라 퓌셀 빛의 성녀전설 (프리에)

2003년
- 가챠 포스 (오로치(니시키오리 린), 마나(우미하라 마나))

2004년
- 심포닉 레인 (토르티니타 피네, 아리에타 피네)
- 푸른 눈물 (진유리)
- 신혼합체 고단나!! (아오이 안나)
- Monochrome (마츠자와 사야카)

2005년
- 마이-HiME ~운명의 계통수~ (토키하 마이)
- 천지의 문 (스이링)
- 서몬 나이트 엑스테제 새벽의 날개 (루칠)
- Twelve ~전국봉신전~ (아오이 티엔)
- 러키☆스타 모에 드릴 (히이라기 츠카사)
- 상황개시! (오사후네 마오리)

2006년
- 마이-HiME 폭렬! 후카 학원 격투사?! (토키하 마이)
- CLANNAD PS2판 (후루카와 나기사)
- 건퍼레이드 오케스트라 녹의 장 ~늑대와 그 소년~ (코우미 나미)
- 마이-HiME 선열! 남 후카 학원 격투사!! (토키하 마이)
- 그리고 이 우주에 빛나는 너의 시 (엘리자베스)
- 키미키스 (쿠류 메구미)
- 파르페 -쇼콜라 second style- PS2판 (스즈나미 카스리)
- 마이-HiME ~운명의 계통수~ 수라 (토키하 마이)
- 쓰르라미 데이 브레이크 (류구 레나)
- Strawberry Panic! (아오이 나기사)
- 칭송받는 자 흩어져가는 자들에게의 자장가 (유즈하)
- 마이-乙HiME 을녀 무투사!! (토키하 마이)
- 전생학원월광록 (나나세 유키)
- 제가베인 NOT (크랄카)
- 모두 단련하는 전뇌 트레이닝 (카나에)

2007년
- 쓰르라미 울 적에 축제 (류구 레나)
- 소닉과 비밀의 링 (사라) 2007年3月15日
- 마브러브 ALTERED FABLE (타카무라 유이)
- 슈퍼로봇대전Scramble Commander the 2nd (아오이 안나)
- 스윙골프 팡야 2nd 샷! (피핀)
- 마이셀프 ; 유어셀프 (호시노 아사미)

2008년
- 유그드라 유니온 (유그드라)
- CLANNAD FULL VOICE (후루카와 나기사)
- 청소전대 클린키퍼 (아키하 루리)
- CLANNAD PSP판 (후루카와 나기사)
- 쓰르라미 울 적에 유대 (류구 레나)
- 티어즈 투 티아라 -화관의 대지- (모르간)
- 테일즈 오브 베스페리아 (에스텔)
- CLANNAD 360판 (후루카와 나기사)
- 퀴즈 매직 아카데미DS (라이라)
- 슈퍼로봇대전Z (에이나/핑크 에이나)
- 아바론 코드 (파나)

2009년
- 테일즈 오브 더 월드 레디언트 마이솔로지2 (에스텔)

2010년
- 매리지 로얄 프리즘 스토리 (아키타 코마치)

2012년
- 슈퍼 단간론파 2-잘 있거라 절망학교 (유키조메 치사)

2016년
- 붕괴3rd 제레 발레리

2017년
소녀전선 (9A-91)

### 드라마CD
- 내가 사랑하는 여동생(유우키 이쿠)
- 마법소녀 리리컬 나노하 Striker'S Sound Stage (티아나 란스터)
- 미도리의 나날 (카스가노 미도리)
- 부탁해요 트윈즈 (미야후지 미이나)
- 쓰르라미 울 적에 (류구 레나)
- 뇌쇄미인 (나카)
- 러키☆스타 (히이라기 츠카사)
- 블러드 얼론 (미사키)
- 키리 (키리)
- sola (모리미야 아오노)
- 마이히메 첫사랑 행진곡 (토키하 마이)
- 마이오토메 미스 마리아는 보았다 (토키하 마이)
- Are you alice? (앨리스 리델)

### 라디오
- 나기사와 사나에의 너에게 레인보우 - 이노우에 키쿠코와 공동진행. (인터넷 라디오, 2007년 10월 - 2008년 10월)
- 나기사와 사나에와 아키오의 너에게 하이퍼 레인보우 - 이노우에 키쿠코, 오키아유 료타로와 공동진행. (인터넷 라디오, 2008년 10월 - 2009년 4월)
- 쓰르라미 울 적에 - 유키노 사츠키와 공동진행. (인터넷 라디오, 2006년, 2007년, 2008년, 2009년)
- 타이쇼 야구 아가씨. 로맨틱 라디오 - 이토 카나에와 공동진행. (인터넷 라디오, 2009년 5월 27일 - 10월 28일)
- 테일즈링 베스퍼리아 (인터넷 라디오, 2009년 6월 25일 - 12월 25일)
- 라디오 토털 이클립스 - 나바타메 히토미와 공동진행. (분카방송, 2009년 1월 4일 - )